# Siège de Rome (756)
Pour les autres sièges de la ville de Rome, voir Siège de Rome.
Le siège de Rome de 756 s'inscrit dans le cadre de la lutte qui oppose le royaume lombard d’Aistulf et les territoires pontificaux dirigés par le pape Étienne II pour la domination de la péninsule italienne.
Après avoir absorbé le duché de Spolète puis l'Exachat de Ravenne, le roi lombard Aistulf exige de Rome le paiement d’un tribut ainsi que le contrôle d'une partie de ses dépendances. Faute de soutien de l'Empire byzantin, le pape Étienne obtient l’aide du roi des Francs, Pépin le Bref, qui défait Aistulf en 755, ce dernier s'engageant à restituer les territoires conquis.
Malgré ce traité, Aistulf reprend l’offensive dès janvier 756, s'empare de plusieurs places fortes de la Campagne romaine, coupe la plupart des voies de communication et assiège Rome quotidiennement pendant près de trois mois, sans parvenir à faire céder la ville. Une nouvelle intervention de l'armée franque contre ses territoires force le Lombard à lever le siège. 
À nouveau défait, Aistulf est contraint de se soumettre à la domination franque et de céder les territoires contestés, marquant le déclin du royaume lombard et l'émergence du Patrimoine de Saint-Pierre, préfigurant les États pontificaux. 

## Contexte
En 749, le royaume lombard voit Aistulf succéder à son frère Ratchis qui se retire au monastère du Mont-Cassin. Le nouveau souverain lombard absorbe le duché de Spolète puis, en 751, s’empare de Ravenne, avec l’intention d’y rester, se proclamant « roi des Romains », autrement dit, des sujets de l'Empire byzantin de la péninsule. L'année suivante, il exige de Rome le paiement d’un tribut ainsi que le contrôle des castra de la Campagne romaine, bloquant les routes et isolant Rome du reste de l’Italie dans une stratégie qui semble vouloir forcer le pape Étienne II à renoncer à toute alliance avec l’Empire byzantin ou le royaume des Francs.
Face à ces menaces et au peu de soutien des souverains byzantins engagés dans la crise iconoclaste, l'évêque de Rome fait alors appel aux Francs. Il ambitionne non seulement de dégager Rome de la pression lombarde, mais d'en outre obtenir l’ensemble des anciens territoires byzantins en Italie centrale. En 754, à Quierzy, Étienne obtient de Pépin le Bref l’engagement d’intervenir militairement afin de restaurer les territoires revendiqués par Rome en échange du sacre papal de Pépin et de ses fils comme rois des Francs, avec le titre de Patricius Romanorum (« Patrice des Romains »), titre engageant à protéger l'Urbs. 
Aistulf tente d’empêcher l’invasion imminente en envoyant négocier le propre frère de Pépin, Carloman, retiré au monastère du Mont-Cassin, mais sans succès : en avril 755, Pépin traverse les Alpes avec ses troupes, vainc les armées lombardes dans le Val de Suse et assiège Aistulf en sa capitale de Pavie. Ce dernier est contraint de signer un traité par lequel il s’engage à restituer l'exarchat de Ravenne et céder d’autres villes convoitées par la papauté. Mais le traité reste lettre morte car Aistulf ne tient pas ses engagements.

## Siège

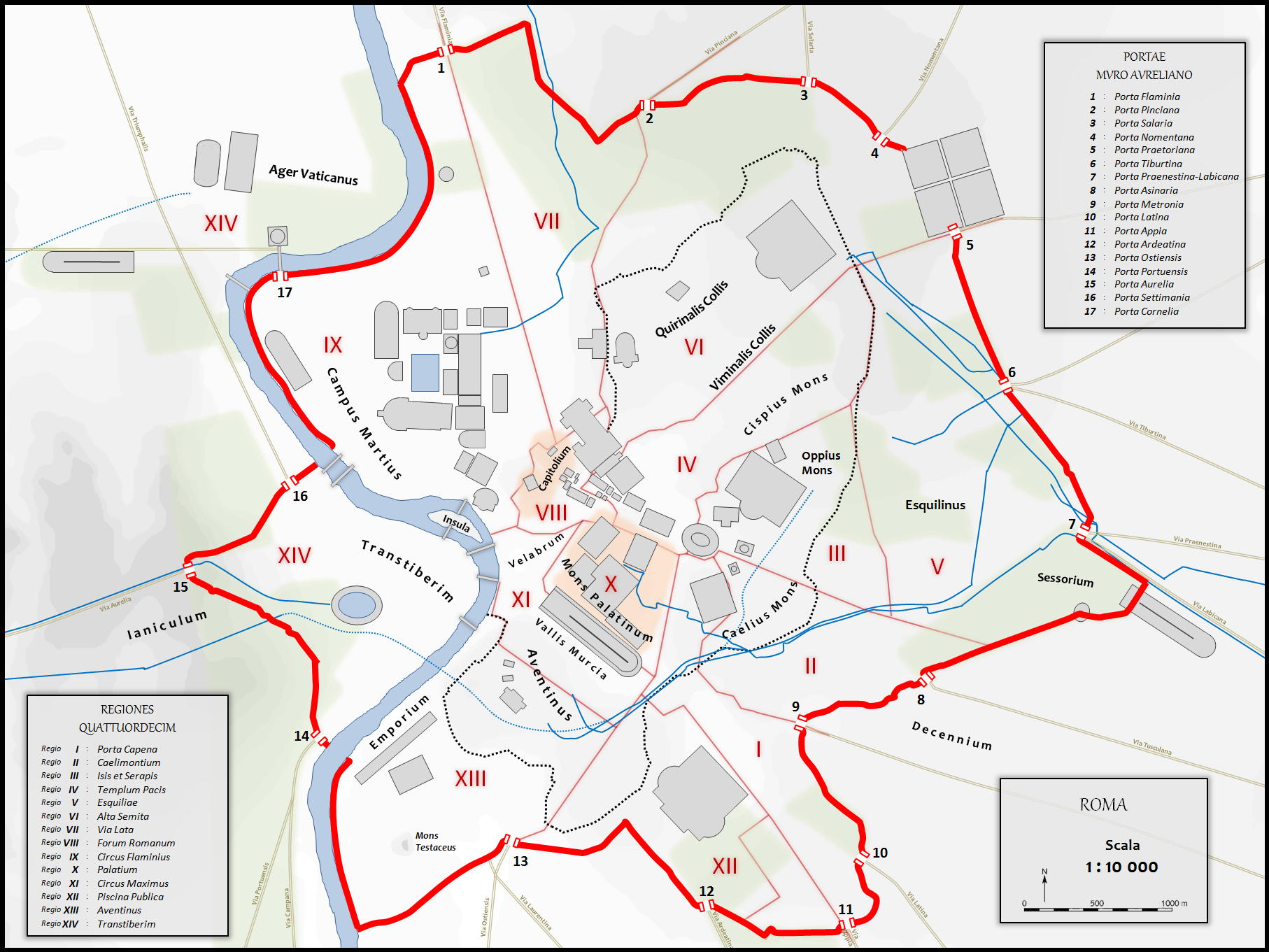
Mur d'Aurélien, avec les portae et les regiones légendées.

Les sources sont totalement silencieuses quant aux raisons précises motivant le siège de Rome par Aistulf et laissent la recherche livrée aux conjectures : il est possible qu'Aistulf ait visé à étendre son royaume aux possessions romaines, mais il est tout aussi vraisemblable qu'il ait cherché à casser l'alliance anti-lombarde entre l'évêque de Rome et le royaume franc, afin de réduire les prétentions du pape sur l'exarchat de Ravenne, la Pentapole et Pérouse, et d'ainsi préserver l'intégrité de son propre royaume que la création d'un « État pontifical » au cœur de la péninsule italienne menacerait directement. 
En outre, dans la mesure où aucune source lombarde ne conteste l’autorité spirituelle de l'évêque de Rome,  l’hostilité mutuelle peut s’expliquer par l'ignorance réciproque dans laquelle se tiennent les deux entités et l’incompatibilité de la nature de leurs ambitions respectives : l'une, royale, d’un royaume lombard chrétien étendu à la péninsule ; l'autre, pontificale, d’une res publica gouvernée par l'évêque de Rome et dégagée de la tutelle byzantine. 

### Déclenchement
Quoi qu'il en soit, fin 755, sans qu'il ait cédé le moindre territoire à Étienne II, Aistulf mène une attaque contre les territoires pontificaux puis, en janvier 756, se dirige vers Rome elle-même. Plusieurs avant-postes romains sont pris, dont la place forte de Narnia qui ouvre sur la via Flaminia reliant Ravenne à Rome, qui se retrouve bientôt encerclée de toutes parts. 
Les alentours de Rome, domaines, monastères et habitations sont pillés ou incendiés, et les coloni des domaines agricoles pontificaux sont capturés ou tués. Aistulf établit son campement au nord de l'Urbs, devant la Porta Salaria, tandis qu'une partie de son armée investit à l'est les trois portes « transtibérines » sur la rive droite du Tibre (Portae Portuensis, Aurelia et Settimiana) et qu'un contingent bénéventin assiège la partie sud de la ville aux Portae Asinaria et Ostiensis. Face aux puissantes murailles d'Aurélien restaurées depuis le début du VIIIe siècle par les papes Sisininius, Grégoire II puis Grégoire III, les troupes d'Aistulf déploient des engins de siège. Les assauts sont menés quotidiennement, jour et nuit, sans répit, pendant près de trois mois. Le Tibre constitue le seul lien entre Rome et l’extérieur et c’est de là que des émissaires d'Étienne s'esquivent fin février, porteurs d'une missive pour le roi Pépin. 

### Intervention franque

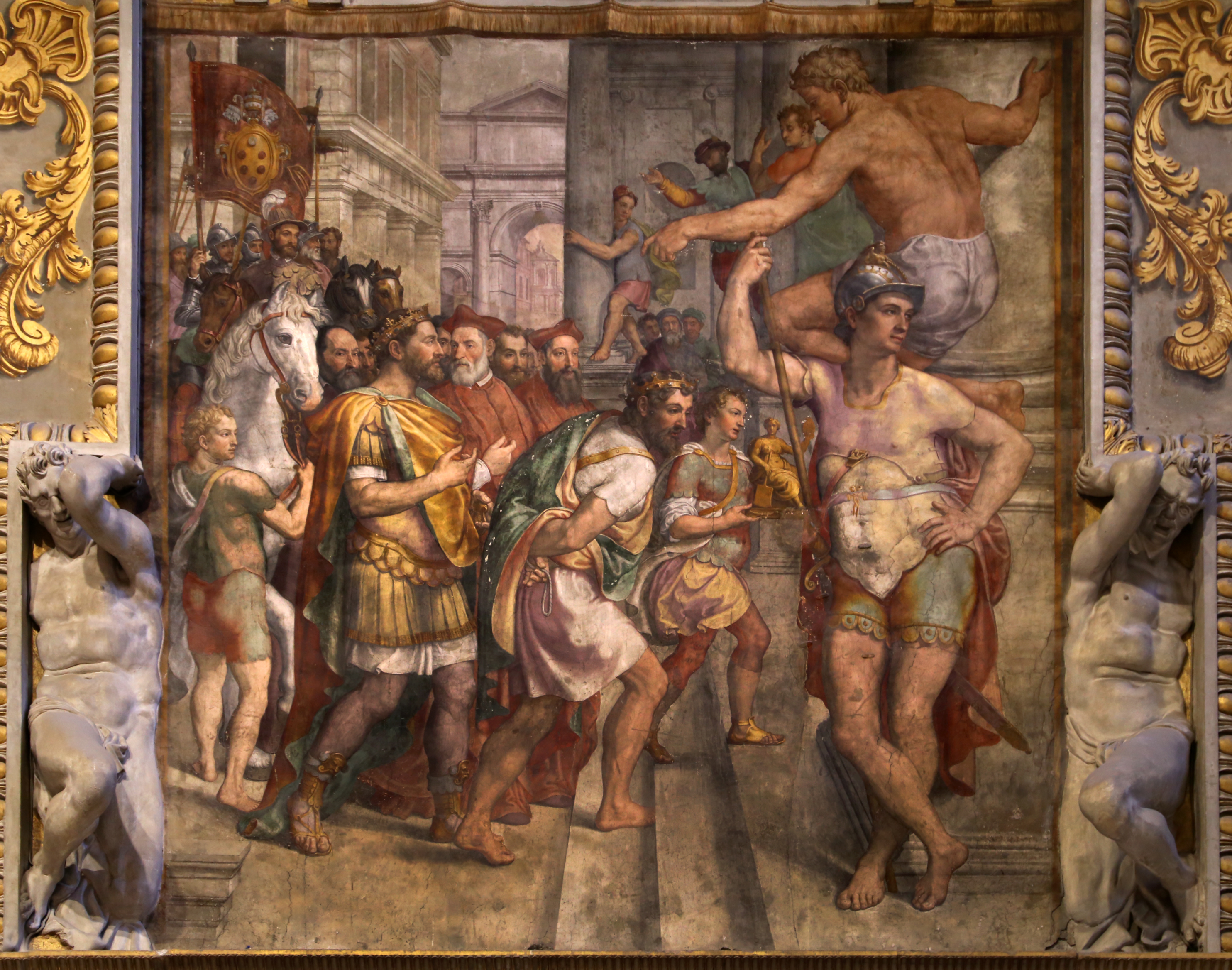
Pépin III des Francs, vainqueur du roi Aistulf, offrant Ravenne et la Pentapole au pape Étienne II, Girolamo Siciolante da Sermoneta, 1535, Sala Regia au Vatican.

Celle-ci, datée du 24 février, décrit par le menu — et probablement de manière exagérée — les exactions auxquelles se livrent les Lombards qui « volent les moutons et détruisent les vignes, souillent la vaisselle consacrée en usant pour servir de la viande au cours de banquets, torturent des moines et violent les religieuses et retiennent prisonniers des familiers de la maison papale ». Étienne dresse également des Lombards un improbable portrait d'impies, d'hérétiques voire de païens quand ceux-ci se sont rangés à l'orthodoxie nicéenne depuis plusieurs années : il est ainsi vraisemblable que leur intérêt pour les objets du culte et les reliques de saints soient plutôt motivés par leur souci de vénération que par l'impiété qu'on leur impute.
Quoi qu'il en soit, Pépin répond favorablement à l'appel à l'aide de l'évêque romain et envoie à nouveau ses troupes qui s'attaquent au nord du royaume lombard, forçant Aistulf à lever le camp pour défendre ses territoires et ainsi mettre fin au siège de Rome. Aistulf est à nouveau vaincu par les Francs puis assiégé à Pavie, contraint de renouveler le traité, à l'application duquel vont cette fois veiller des émissaires francs.  
Mais le roi lombard meurt peu après d'un accident de chasse, sans héritier, laissant à Pépin l'initiative d'une succession qui mène à la domination du Royaume franc sur la Lombardie, désormais contrainte de payer tribut à ses vainqueurs. Les zones libérées de la pression lombarde et confiées au pape par Pépin constituent dès lors, sous l’expression de Patrimonium Sancti Petri (« Patrimoine de saint Pierre »), le noyau de la domination temporelle des pontifes romains, préfigurant les États Pontificaux.  